# نظرية وسطية
النظرية الوسطية هي مجموعة من الافتراضات المترابطة توضح العملية التي من خلالها تتجنب المجموعات السياسية منابر الفكر المتطرفة لصالح سياسات أكثر اعتدالاً وتفضيل إستراتيجيات الانتخابات والمهادنة والإستراتيجيات غير التصادمية على إستراتيجيات عدم إجراء انتخابات والإستراتيجيات القاصرة وإستراتيجيات المواجهة. يمكن أن يحدث الاعتدال على المستويين الأيديولوجي والسلوكي حيث يعزز كل منهما الآخر، وترجع أصول هذه النظرية إلى أعمال روبرت ميشيل الذي قدم دراسة كلاسيكية حول الحزب الديمقراطي الاجتماعي الألماني في كتابه «الأحزاب السياسية» (Political Parties). كما تقدم هذه النظرية رؤى تتعلق بتكوين الحزب السياسي من خلال استعراض مدى واسع من الحالات التاريخية بما في ذلك الأحزاب الاجتماعية والديموقراطية المسيحية في أوروبا الغربية والجماعات الإسلامية الحديثة. وبشكل خاص، يشكل تطور الأحزاب السياسية الإسلامية في تركيا منذ بداية سبعينيات القرن العشرين والتي بلغت ذروتها بظهور حزب العدالة والتنمية في الانتخابات البرلمانية في عام 2002 تجسيدًا بارزًا للديناميكية التي أبرزتها النظرية الوسطية.
تتكون النظرية من ثلاث آليات سببية. الأولى: بمجرد تنظيم المجموعات السياسية المتطرفة لتكون أحزاب باحثة عن أصوات الناخبين، تسود الاعتبارات الانتخابية وتتخلى هذه المجموعات عن أجنداتها الثورية لصالح إستراتيجيات زيادة الأصوات. ويقوم هذا التوقع على نظرية الناخب الوسطي. وتهتم الآلية الثانية بضعف المجموعات السياسية المتطرفة عند المشاركة في سباق الانتخابات بسبب القمع الذي تمارسه الدولة عليها، ويتطلب منطق البقاء السياسي أن تتجنب هذه المجموعات المواجهة المفتوحة مع النخب بالدولة. أما الآلية الأخيرة فتتضمن تأثير الموارد التنظيمية على سلوك الجماعة وترى أن الحفاظ على التنظيم الانتخابي له الأولوية على الأهداف السياسية الأساسية، وبمجرد تنظيم الجماعات المتطرفة كأحزاب سياسية فإن مشروعاتهم الأساسية للثورة على
النظام السياسي لا يمكن تحقيقها بسبب الافتقار إلى المصادر التنظيمية. وفي حين يمكن التفكير في اعتدال الجماعات المتطرفة على أنه يفضي إلى الديموقراطية, فمن الممكن أيضًا أن يعيق التقدم الديموقراطي حيث يستميل النظام الحاكم المتطرفين ليفقدوا خصائصهم الإصلاحية.
وفي الأوقات الحالية حدث المزيد من التطور لنظرية الوسطية والتفكير النقدي لفهم تطور الأحزاب الإسلامية السياسية في البلاد ذات الأغلبية المسلمة مثل مصر والأردن وأندونسيا وإيران وتركيا. يعتبر حزب الوسط (حزب الوسط) في مصر مثالاً على المنظمة الإسلامية المعتدلة التي لم يصرح بها النظام السابق. ومع ذلك فإن الإخوان المسلمون في مصر تحولوا إلى منظمة كاستجابة للتنافس السياسي المنطقي حيث نجوا من النظام الإستبدادي بعد أن دفعوا الثمن من التزاماتهم الأيديولوجية الأصلية. وبالمثل فإن جبهة العمل الإسلامي في الأردن أظهرت أن الإسلاميين يمكن أن يكونوا معتدلين نتيجة مشاركتهم في العملية السياسية التعددية طالما يمكن تبرير هذه المشاركة باستخدام مصطلحات إسلامية.